# Llista d'estacions d'Occitània
La llista d'estacions d'Occitània és una llista de les estacions ferroviàries situades a la regió administrativa d'Occitània.

## Llista d'estacions per departament
Està repartida entre els 12 departaments que componen la regió.
- Llista d'estacions de l'Arieja
- Llista d'estacions de l'Aude
- Llista d'estacions de l'Avairon
- Llista d'estacions del Gard
- Llista d'estacions de l'Alta Garona
  - Llista d'estacions dels trens urbans de Tolosa
- Llista d'estacions del Gers
- Llista d'estacions de l'Erau
- Llista d'estacions de l'Òlt
- Llista d'estacions del Losera
- Llista d'estacions dels Alts Pirineus
- Llista d'estacions dels Pirineus Orientals
- Llista d'estacions del Tarn
- Llista d'estacions de Tarn i Garona